# Raión de Bardá
Bardá (en azerí: Bərdə) es uno de los cincuenta y nueve rayones en los que subdivide políticamente la República de Azerbaiyán. La capital es la ciudad homónima.

## Territorio y población
Comprende una superficie de 957 kilómetros cuadrados, con una población de 136 000 personas y una densidad poblacional de los ciento cuarenta y dos habitantes por kilómetro cuadrado.